# Tom Simpson

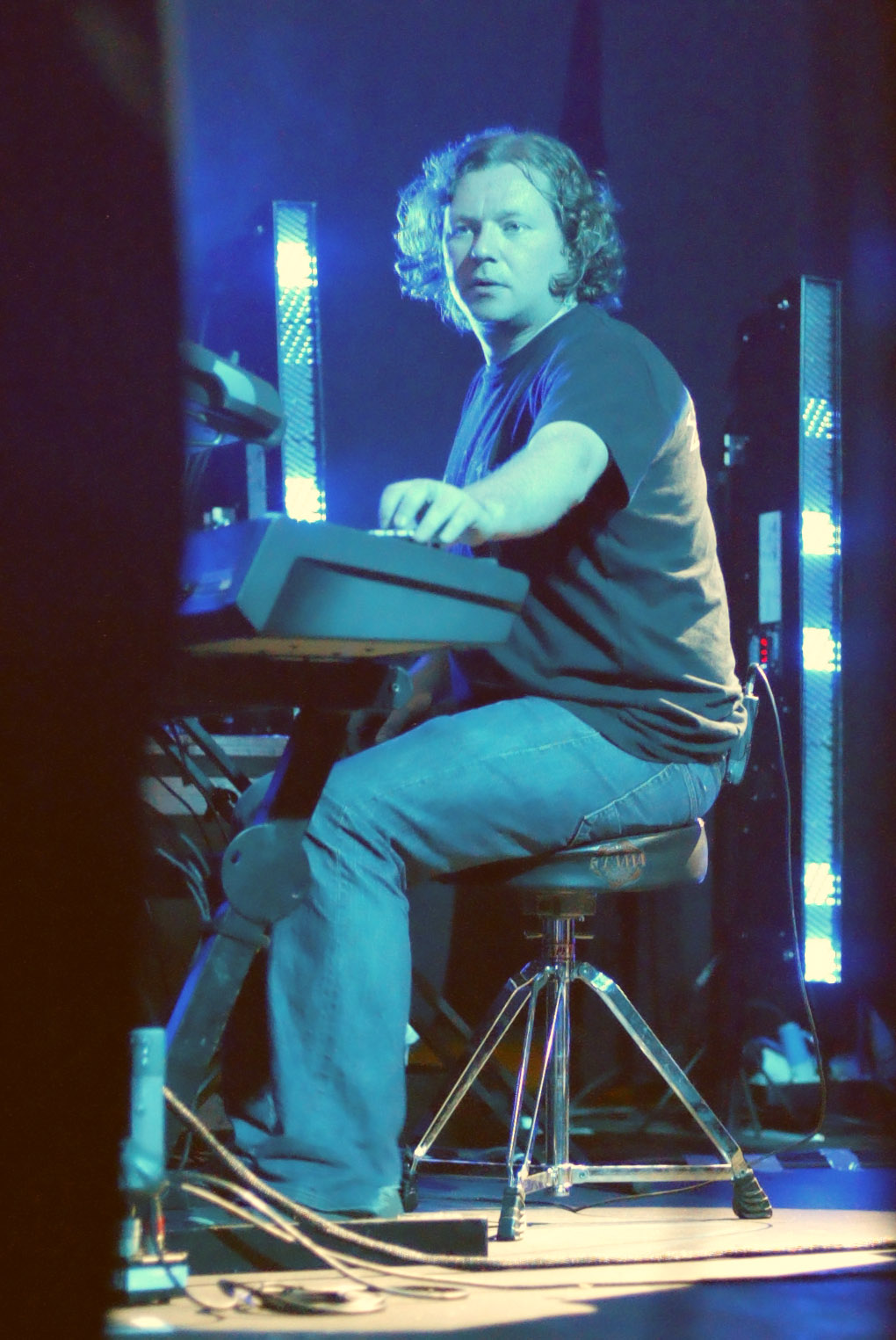
Tom Simpson tocando no Rock City, em Nottingham

Tom Simpson (Glasgow, 7 de janeiro de 1972) é um músico escocês. Um antigo DJ, ele é atualmente o tecladista da banda Snow Patrol.

## Carreira
Apesar de ele ter tocado com Snow Patrol por muitos anos na turnê como DJ, ele também providencia os efeitos sonoros no álbum de estréia, Songs for Polarbears, ele foi somente integrado a banda depois do álbum Final Straw. Antes ele entre as turnês, ele servia pizzas em um refeitório em Dundee, Escócia chamado Cul De Sac, recentemente conhecido como Social.
Ele anteriormente tinha suas experiências como DJ nas noites tocando funk, soul e hip-hop como 'The Spaceship', 'Skoolin' e 'The Phat Clinic'. Muitas dessas noites ele compartilhava com seu amigo Nick Decosemo da banda Freeform Five.
Tom Simpson se formou na Monifieth High School em Angus, Escócia.

### Preso
Simpson foi preso na RAF Northolt em 7 de Julho de 2007, brevemente depois de ter se apresentado com Snow Patrol no Live Earth no Wembley Stadium, por falta de uma data de julgamento em Glasgow depois de ter sido pego em flagrante com drogas (cocaína). Ele foi detido na Uxbridge Police Station, e transferido para Strathclyde antes de fazer uma apresentação com a banda. 